# Tarantella (higo)
 'Tarantella' es un cultivar de higuera de tipo higo común Ficus carica bífera es decir de dos cosechas al año brevas de primavera-verano, e higos en verano-otoño, de higos epidermis de color de fondo amarillo verdoso con sobre color de mancha irregular de color púrpura claro verdoso sobre la zona central del higo y en la zona del ostiolo. Se cultiva principalmente en huertos y jardines de la zona italiana de la Provincia de Tarento (Taranto en italiano) y en Estados Unidos en huertos y jardines privados de varios estados donde fue llevado por emigrantes italianos a finales del siglo XIX y principios del siglo XX.Es resistente al frío pero no lo suficiente como para no necesitar protección durante los inviernos de los estados con fríos inviernos.

## Sinonimia
- „Tarentella“,[4][5]

## Historia
Variedad cultivada desde antiguo especialmente en la Provincia de Tarento en la ciudad de Tarento en el sur de Italia donde esta variedad encuentra su hábitat óptimo puede dar lo mejor de sí mismo. Soporta temperaturas hasta de 15 grados farhenheit.

## Características
'Tarantella' es una higuera del tipo higo común bífera, la higuera es un árbol de porte majestuoso, muy productivo y constante en la madurez de los frutos.
'Tarantella' produce dos cosechas de higos. Hojas medianas, mayoritariamente de 5 lóbulos, tienen a su vez lóbulos pequeños en los lóbulos nº 2 y 4; Senos superiores poco profundos y estrechos, senos inferiores muy profundos, senos basales anchos; base comúnmente truncada o subcordada; márgenes gruesos
serrados.
El tamaño de la fruta es de mediana a pequeña, en forma de ovoidal a oblata, comprimido hasta la coronilla degradado hacia el pedúnculo. Epidermis delgada, de color verde amarillento. Pulpa de color rojo claro, exquisito si se cultiva cerca del mar. Las brevas maduran en primavera-verano, y los higos maduran desde mediados de verano a otoño. Es una variedad autofértil que no necesita otras higueras para ser polinizada.
El higo tiene un pedúnculo corto de color verde; ostiolo de tipo medio abierto sin gota, con escamas pequeñas semiadheridas de color rosado, piel dura o gomosa en textura; epidermis con color de fondo amarillo verdoso con sobre color de mancha irregular de color púrpura claro verdoso sobre la zona central del higo y en la zona del ostiolo; mesocarpio blanco de grosor irregular; pulpa sólida, de color rojo claro, cavidad interna ausente, con aquenios medianos abundantes; sabor intenso a fresa dulce excelente, bastante jugoso; Buena calidad. Temporada de maduración muy prolongada, hasta primeros de octubre.

## Cultivo y uso
Esta variedad es muy resistente a las heladas es adecuada en las zonas interiores de Italia para desarrollar todo su potencial. Muy cultivado en diversas zonas de Estados Unidos. Adecuado para consumo fresco.